# Janez Gradišnik
Janez Gradišnik (22 de septiembre de 1917 - 5 de marzo de 2009) fue un escritor y traductor esloveno, ganador en el 2008 del premio Prešeren.
Tradujo una gran cantidad de clásicos al esloveno, entre a ellos a premios Nobel como Ernest Hemingway, André Malraux, Thomas Mann, Rudyard Kipling, Hermann Hesse y Albert Camus, y a otros clásicos contemporáneos como James Joyce, Franz Kafka o Mijaíl Bulgákov. 